# SIG-Sauer P230
La SIG-Sauer P230 es una pequeña pistola semiautomática que emplea los cartuchos 7,65 x 17 Browning  o 9 x 17 Corto. A partir de 1996 fue reemplazada por el modelo P232.

## Descripción
Debido a sus pequeñas dimensiones, a menudo se lleva[cita requerida] como arma de respaldo o de porte oculto, con 8 + 1 cartuchos 7,65 x 17 Browning o 7 + 1 cartuchos 9 x 17 Corto, respectivamente. También está disponible un modelo especial para la policía que emplea el cartucho 9 mm Police, cartucho que tiene un casquillo de 9 x 18 Makarov y es muy similar al 9 x 17 Corto, pero es ligeramente más potente.

## Diseño
El diseño y mecanismo de la P230 es de cañón fijo y accionado por retroceso. Tiene una reputación de arma bien construida, compitiendo con la Walther PPK. Con su corrdera y armazón relativamente estrechos, puede ser transportada en una funda de tobillo y a veces incluso entre la camiseta y el chaleco antibalas.
Está disponible con acabado pavonado y de acero inoxidable. La versión pavonada tiene una corredera pavonada y un armazón de aluminio anodizado pavonado, mientras que la segunda no necesita explicación. Ambos modelos vienen con una cacha envolvente de polímero moldeado, cuya forma le ofrece al tirador un agarre firme y confortable del arma.
El gatillo viene ajustado de fábrica con una presión de 24 newton, funcionando tanto en acción simple como en doble acción. Al jalar hacia atrás la corredera de la pistola, el martillo retrocede y baja a su posición de acción simple, necesitando apenas una corta y ligera presión del gatillo para disparar. La presión de este en doble acción es más larga y dura, pero aun así es muy suave. No tiene seguros externos, aunque tiene una palanca de desamartillado situada encima del pulgar de un tirador diestro, en el lado izquierdo de la empuñadura. La palanca ofrece un medio seguro para retirar el martillo de su posición amartillada en acción simple, a una posición "semiamartillada" en doble acción, donde el martillo queda a 1/8 de pulgada del percutor. Una vez desamartillada, es físicamente imposible que el martillo termine su recorrido y golpee el percutor, lo cual aumentaría el riesgo de un disparo accidental. Para poder disparar, se debe apretar el gatillo en doble acción, lo que permite trasportar la pistola con una bala en la recámara de forma razonablemente segura. Además, la SIG-Sauer P232 tiene un percutor con seguro automático
Los mecanismos de puntería son de diseño y configuración tradicional de la SIG, con un punto marcado en el punto de mira y un alza con muesca rectangular. Para apuntar, el tirador simplemenre alinea el punto en la muesca rectangular. El retén del cargador está situado detrás y debajo de la base de éste. El cargador es soltado al empujar el retén hacia atrás, para luego ser extraído de la pistola.

## Usuarios
- Suiza: Varias agencias policiales.[5]
- Estados Unidos: Diversas agencias policiales.[5]
- España: Infantería de Marina[cita requerida]
- Japón: Varias agencias policiales.
- Uruguay: Varias agencias policiales.